# Jaclyn Jose
Pour les articles homonymes, voir Jose.
Mary Jane Sta. Ana Guck, connue sous le pseudonyme de Jaclyn Jose (aussi Jacklyn Jose), née le 16 mars 1964 à Ángeles (Philippines) et morte le 3 mars 2024, est une actrice philippine.

## Biographie
Fille d'une mère philippine et d'un soldat américain largement absent, Jaclyn Jose commence sa carrière au cinéma en 1984. L'année suivante, Lino Brocka lui offre son premier grand rôle dramatique, dans White Slavery.
Elle devient une star populaire aux Philippines (L'Obs la présente comme la « Catherine Deneuve locale »), participant à des projets très divers : drames, comédies, films d'horreur, soap operas (comme La femme du millionnaire)...
À l'aise et admirée aussi bien dans des films grand public que dans des œuvres plus pointues, elle est surtout connue à l'étranger pour ses quatre rôles pour Brillante Mendoza. Son interprétation de Rosa, épicière dans les bidonvilles de Manille dealant du "crystal" pour arrondir les fin de mois dans Ma' Rosa, lui vaut le prix d'interprétation féminine au Festival de Cannes 2016.

### Liens familiaux
Jaclyn Jose est veuve de l'acteur populaire Mark Gil (en), avec lequel elle a eu une fille, l'actrice Andi Eigenmann, qui joue avec elle dans Ma' Rosa.

## Filmographie partielle
- 1985 : White Slavery de Lino Brocka
- 1988 : Macho Dancer (en) de Lino Brocka : Bambi
- 1995 : The Flor Contemplacion Story (en) de Joel Lamangan : Neneng
- 2001 : Tuhog (Larger Than Life) de Jeffrey Jeturian : Violeta
- 2005 : Le Masseur (Masahista) de Brillante Mendoza : Naty
- 2007 : Tirador de Brillante Mendoza : Zeny
- 2008 : Serbis de Brillante Mendoza : Nayda
- 2012 : A Secret Affair (en) de Nuel Crisostomo Naval : Ellen
- 2013 : My Little Bossings (en) de Marlon Rivera : Marga
- 2016 : Felix Manalo (en) de Joel Lamangan : Tiya Victorina
- 2016 : Ma' Rosa de Brillante Mendoza : Rosa

## Distinctions
- Gawad Urian Awards (principaux prix du cinéma philippin) : prix de la meilleure actrice en 1987, 1989 et 2006 ; prix de la meilleure actrice dans un second rôle en 1990 et 1996
- Asian Film Awards 2009 : nommée au prix de la meilleure actrice dans un second rôle pour Serbis
- Festival de Cannes 2016 : prix d'interprétation féminine pour Ma' Rosa